# Amastus adela
Amastus adela là một loài bướm đêm thuộc phân họ Arctiinae, họ Erebidae.